# Wrixum
Wrixum (Vriksum en danois, Wraksem en frison septentrional) est une commune d'Allemagne, située dans le land du Schleswig-Holstein et l'arrondissement de Frise-du-Nord. Elle se situe sur l'île de Föhr.

## Jumelage
- Aub (Allemagne) depuis 1998